# Mycoplasma subdolum
Mycoplasma subdolum è una specie di batterio appartenente alla famiglia delle Mycoplasmataceae.